# Серапион Кожеезерский
Серапион Кожеезерский (в миру Турсас Ксаньгарович (Ксангавирович, Гавирович, Гравирович); в крещении Сергий; ум. 1611) — преподобный Русской православной церкви; основатель и строитель Кожеезерского Богоявленского монастыря в Каргопольском уезде Олонецкой епархии в 1565—1611 гг.

## Биография
В 1552 году, после взятия города Казани в ходе Третьего казанского похода и покорения Казанского царства войском под началом Ивана Грозного, многие пленные татары, в том числе и юный казанский хан Турсас Ксаньгарович (или Гавирович), поселились в Москве в доме боярина Захария Ивановича Очина-Плещеева, женатого, по воле царя на астраханской принцессе Елъякши (в крещении — Иулиания; одна из бывших жен хана Ямгурчи, который сбежал из Астрахани при приближении русских войск). Вместе с другими принял крещение и хан Турсас, названный при крещении Сергием.
Полюбив новую православную веру, Сергий решился посвятить себя иноческой жизни; вскоре он отправился путешествовать по монастырям, ища пустынного места «для безмолвия».
Около 1565 года, после четырнадцатилетнего странствования Сергий нашёл на диком острове на озере Коже пустынника Нифонта и остался с ним жить. Вместе с ним и иноком Авраамием он основал Кожеозерскую пустынь, где прожил около 18 лет, питаясь травами и ягодами, и принял монашеский постриг с именем Серапион.
Когда собралось достаточное число иноков, Нифонт отправился в Москву просить земли для обители, но скончался там, не закончив задуманное; узнав о кончине сподвижника, Серапион сам отправился в к государеву двору. По ходатайству отца Серапиона, Кожеезерскому монастырю 30 сентября 1585 года монастырю была дана царская грамота, которая закрепляла за обителью земли «по четыре версты на все стороны».
Он построил два храма, Богоявленский и Благовещенский, и был назначен первым строителем монастыря; Патриарх Иов дал отцу Серапиону святые антиминсы. Когда в монастырь стали присылать из Москвы опальных людей, то в 1595 году Серапион написал царю, что «старцам и самим питаться нечем»; тогда царь всея Руси Фёдор Иванович освободил монастырь от многих податей и повинностей.
В конце своей жизни Серапион перенес много притеснений и оскорблений от братии монастыря. В 1608 году в монастыре учреждено игуменство, но Серапион уклонился от этого звания и игуменом обители был поставлен его ученик и соратник Авраамий.
Скончался 27 июня (7 июля) 1611 года, «оставив после себя до 40 иноков в общежительной обители своей».

## Почитание
В 1613 году постриженик Кожеезерского монастыря инок Боголеп написал сказание об основании монастыря и о преподобном Серапионе. Он же составил и житие преподобного Серапиона. Сохранились сведения о посмертных чудесных явлениях преподобного Серапиона Кожеезерского. Дата канонизации неизвестна.
Сохранившееся Житие святого скудно историческими данными и довольно редко встречается в рукописной книжности. Н. Барсуков указал только два списка его Жития: первый — из библиотеки Антониево-Сийского монастыря и второй — из библиотеки Соловецкого монастыря. Первый указанный список, очевидно, не сохранился, но, по-видимому, именно по этой рукописи он был опубликован в «Архангельском Патерике».
В 2008 году Юрием Максимовым было создано православное миссионерское общество имени преподобного Серапиона Кожеозерского.
В 2018 году Серапион Кожеезерский был включён в Собор святых Архангельской митрополии.